# Xã Ansley, Quận Custer, Nebraska
Xã Ansley (tiếng Anh: Ansley Township) là một xã thuộc quận Custer, tiểu bang Nebraska, Hoa Kỳ. Năm 2010, dân số của xã này là 599 người.